# Serbiska tsardömet
Serbiska tsardömet (serbisk kyrilliska: Српско Царство; latinska: Srpsko Carstvo), också kallat Serbernas och grekernas tsardöme (Царство Срба и Грка/Carstvo Srba i Grka), var en medeltida monarki som existerade från år 1346 till 1371 på Balkanhalvön. 
Det uppstod ur det medeltida Serbiska furstendömet Raška under 1300-talet.

## Tsar/kejsare
Det Serbiska tsardömet hade två tsarer/kejsare, Stefan Uroš IV Dušan (1346–1355) och Stefan Uroš V (1355–1371). 

## Bilder

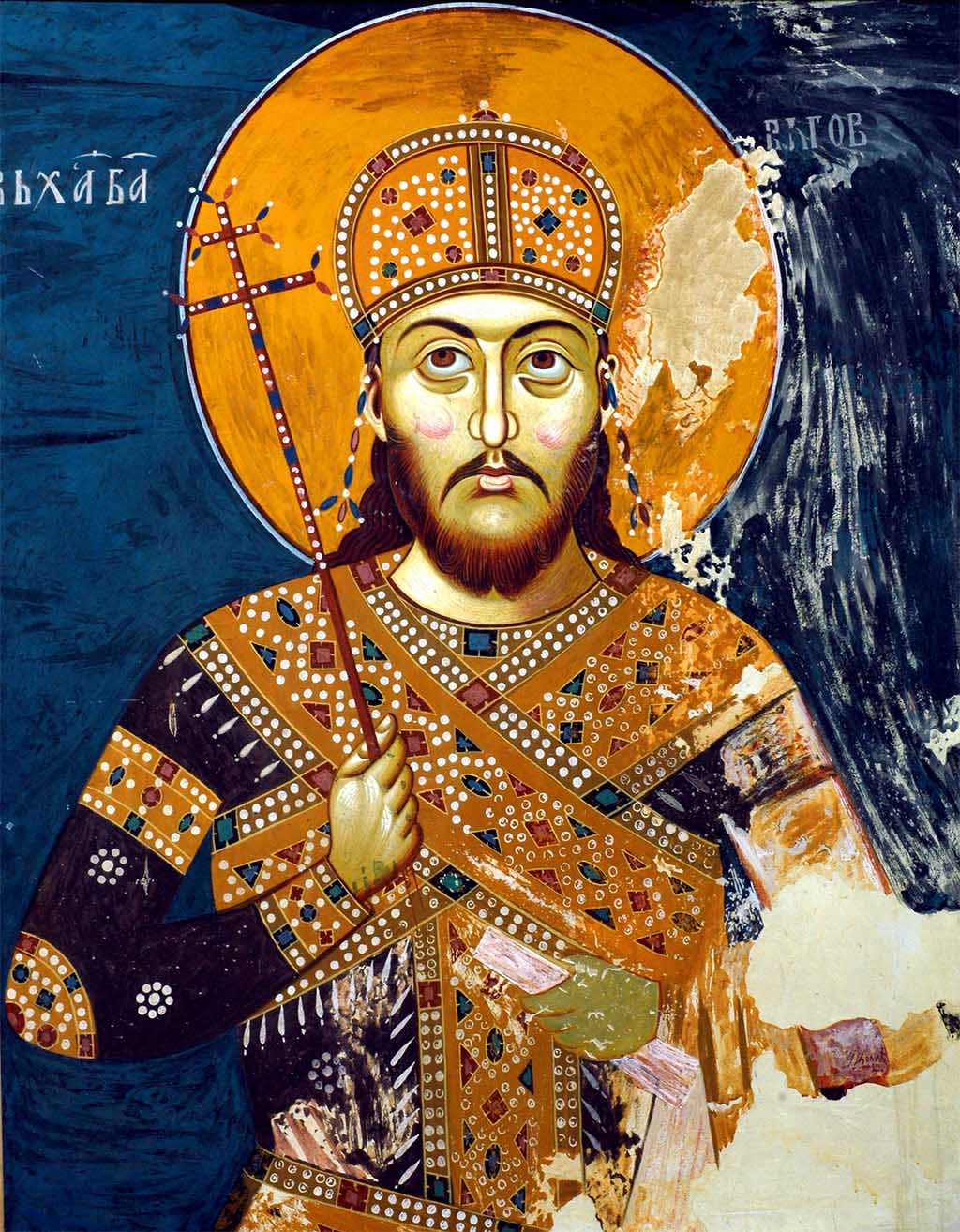
Första tsaren, Stefan Uroš IV Dušan (1346–1355)
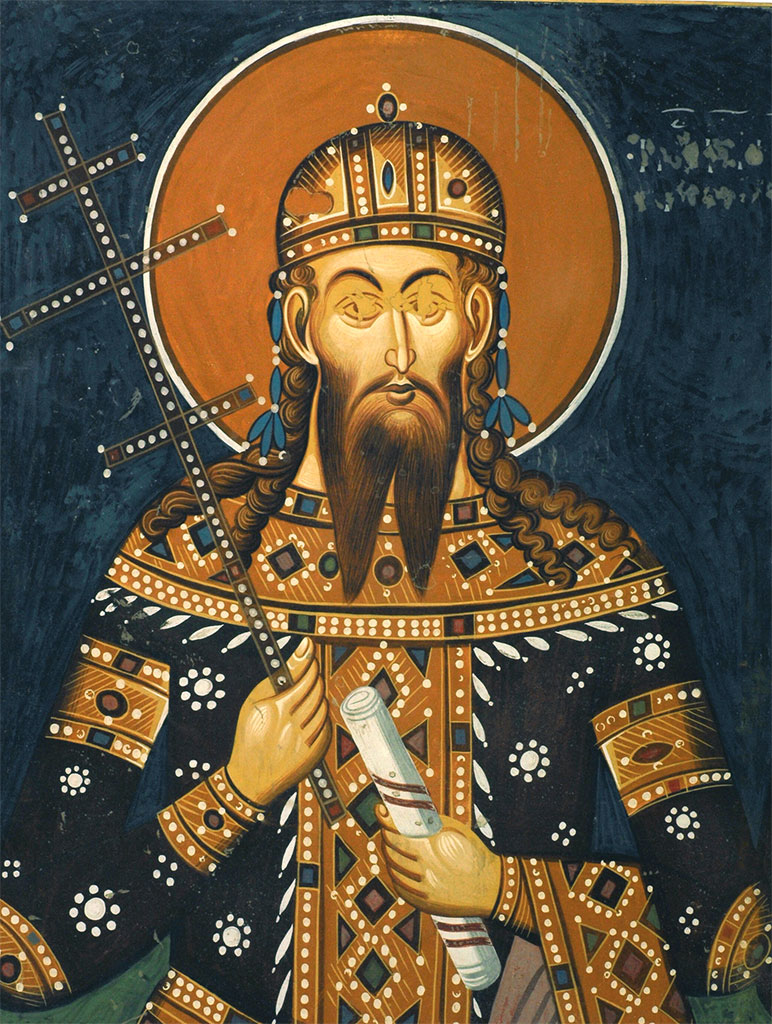
Andra och sista tsaren, Stefan Uroš V (1355–1371)